# Deltosoma lacordairei
Deltosoma lacordairei är en skalbaggsart som beskrevs av Thomson 1864. Deltosoma lacordairei ingår i släktet Deltosoma och familjen långhorningar. Inga underarter finns listade i Catalogue of Life.